# Florence Ethel Johnson
Florence Ethel Johnson (Port Melbourne, 26 de marzo de 1884-Malvern, 6 de noviembre de 1934) fue una feminista, sindicalista y educadora australiana.

## Biografía
Johnson fue pupil-teacher, (maestra en formación que trabajaba en un aula bajo supervisión) en South Preston State School en 1900. En 1906 fue ascendida a directora de la escuela estatal Arcadia South. Después de una carrera docente de 18 años en las escuelas estatales de Victoria, asumió el cargo de secretaria de la sección de mujeres de la Federación de Servicios del Estado de Victoria en 1919.
Ella contribuyó en la reivindicación y mejora de los salarios de las maestras y las mujeres en el servicio público de Victoria, así como de las enfermeras y las secretarias. Gracias a sus esfuerzos, los salarios de las maestras se incrementaron de la mitad a las cuatro quintas partes de lo que se pagaba a los hombres. Cuando se aprobó la Ley de Maestros de 1918, se aseguró que las mujeres no fueran pasadas por alto para la promoción debido a su sexo.
Johnson se presentó como candidata laborista independiente al escaño de St Kilda en la Asamblea Legislativa de Victoria en las elecciones estatales de 1927, siendo la única mujer candidata que participó en las elecciones de ese año. Recibió el 20% de los votos en las primarias. En las elecciones fue derrotada y regresó a la enseñanza.
Fue presidenta de la Asociación de Maestras de Mujeres Victorianas y se jubiló en 1932.

## Vida personal
Se casó con el ingeniero marino Frederick Arthur Ingram en Perth en 1932. Murió el 6 de noviembre de 1934 en el hospital privado de St Benedict, Malvern, Victoria, debido a una enfermedad de la válvula mitral. Sus restos fueron incinerados.